# Sonatane Takulua
Sonatane Takulua (Lapaha, 11 de enero de 1991) es un jugador neozelandés de rugby nacido en Tonga, que se desempeña como medio melé y juega en el Stade Montois del Pro D2. Es internacional con la selección de Tonga.

## Primeros años
Takalua nació en Lapaha, Tonga y se mudó a Nueva Zelanda con su familia cuando tenía 11 años.

## Carrera
En 2012, Takulua fue firmado por Northland Rugby Union después de un año en un contrato de desarrollo de talentos proveniente del equipo de rugby colegial de Dargaville. 
En 2014, fue firmado por los Blues en un contrato de desarrollo. Aunque fue nombrado para titular de la jornadaen dos partidos consecutivos, no pudo aparecer en los partidos contra el  Hurricanes y el Brumbies
Actualmente ya es un jugador principal para los Newcastle Falcons